# Batyle knowltoni
Batyle knowltoni är en skalbaggsart som beskrevs av Knull 1968. Batyle knowltoni ingår i släktet Batyle och familjen långhorningar. Inga underarter finns listade.